# Premiul de Stat al Republicii Populare Române

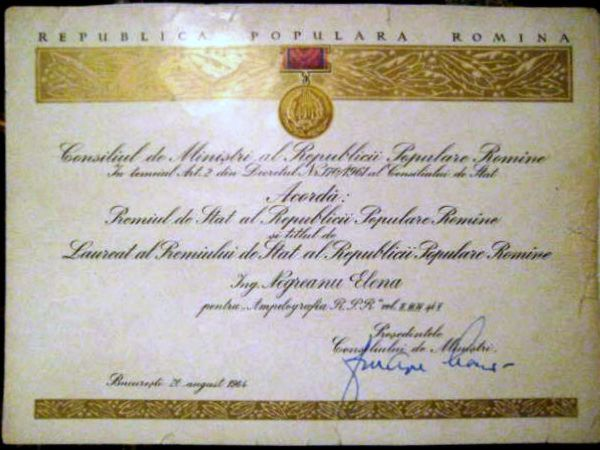
Brevet al Premiului de Stat al RPR cl. I semnat de Ion Gheorghe Maurer.

Premiul de Stat al Republicii Populare Române a fost un premiu acordat în timpul regimul comunist cetățenilor Republicii Populare Romîne. Premiul era însoțit de titlul onorific Laureat al Premiului de Stat. Premiul și titlul erau conferite de Consiliul de Miniștri, la propunerea Comitetului pentru premiile de stat.
În epocă era considerat o distincție importantă.
Din 1965 s-a numit Premiul de Stat al Republicii Socialiste România.

## Domenii de acordare
Premiul de Stat al Republicii Populare Române și titlul de Laureat al Premiului de Stat au fost instituite prin Decretul MAN nr. 447 din 23 decembrie 1949. Acesta se acorda anual celor care au realizat opere de deosebită valoare în domeniile:
- Științelor matematice și fizice;
- Științelor biologice, geografice și geologice;
- Științelor tehnice și agricole;
- Științelor medicale;
- Științelor istorice, filosofice și economico-juridice și
- Științei limbii, literaturii și artelor.

## Clasele titlului
Inițial premiul avea două clase:
- Clasa I, în valoare de 500 000 lei. Deținătorii acestui premiu primeau o insignă de aur și dreptul sa poarte titlul de „Laureat al Premiului de Stat al Republicii Populare Române”.[2] Insigna era din aur de 18 carate în greutate de 23 g.
- Clasa a II-a, în valoare de 200 000 lei. Deținătorii acestui premiu primeau o insignă de argint.[2]

Ulterior s-a adăugat și clasa a III-a, Deținătorii acestui premiu primeau o insignă de bronz.
După stabilizarea monetară din 1952 cuantumul premiilor a fost modificat, valoarea premiului la clasa I era de 50 000 lei. Comparativ, venitul mediu lunar era de c. 500 lei.
Regulamentul prevedea că premiul putea fi decernat unui laureat o singură dată în viață, dar acest lucru n-a fost respectat de la bun început. Au fost persoane care au primit premiul de câte două ori (Aurel Baranga în 1952 și 1954, Valeriu Emil Galan în 1952 și 1955) și chiar de trei ori (Dan Deșliu în 1949, 1950 și 1951).

## Imagini

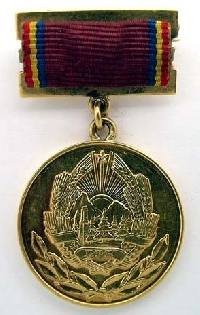
Premiul de Stat cl. I
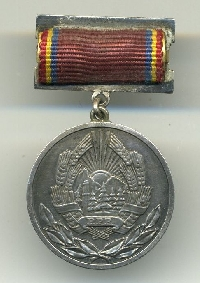
Premiul de Stat cl. II
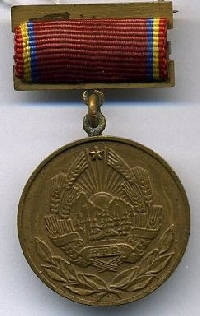
Premiul de Stat cl. III